# Richard Koll
Richard Koll (Coblenza, 7 aprile 1897 – Berlino, 13 maggio 1963) è stato un generale tedesco della Wehrmacht durante la seconda guerra mondiale fu comandante della 1. Panzer-Division e fu decorato con la Croce di Cavaliere della Croce di Ferro.